# Haplidus laticeps
Haplidus laticeps är en skalbaggsart som beskrevs av Knull 1941. Haplidus laticeps ingår i släktet Haplidus och familjen långhorningar. Inga underarter finns listade i Catalogue of Life.